# Палата представителей Национального собрания Беларуси VII созыва
Палата представителей Национального собрания 7-го созыва (бел. Палата прадстаўнікоў Нацыянальнага сходу 7-га склікання) — нижняя палата Национального собрания — парламента Республики Беларусь, состав которой был избран на выборах, которые состоялись 17 ноября 2019 года.
Срок полномочий:
- Дата начала — 17 ноября 2019 года.
- Первое пленарное заседание — 6 декабря 2019 года.
- Дата окончания — не позднее чем до 5 ноября 2023 года[1].

Первое заседание Палаты представителей VII созыва, в соответствии с постановлениями Центральной комиссии по выборам и проведению республиканских референдумов, состоялось 6 декабря 2019 года. В соответствии с Регламентом первое заседание Палаты открыла и до избрания Председателя Палаты представителей вела Председатель ЦИК Республики Беларусь Лидия Ермошина. Тайным голосованием с использованием бюллетеней на первом заседании избраны председатель Палаты представителей, которым в четвёртый раз стал Владимир Андрейченко и заместитель председателя Палаты, которым стал Валерий Мицкевич.

## Выборы
Согласно данным Центральной комиссии по проведению выборов и референдумов в голосовании приняли участие 5 319 568 избирателей, или 77,4 % от общего числа включенных в списки избирателей, что на 2,7 % больше, чем на выборах 2016 года. Выборы состоялись во всех округах, то есть были избраны все 110 депутатов Палаты представителей.
По окончательным результатам выборов, в состав Палаты представителей VII созыва прошли 20 кандидатов от политических партий (19,1 %), из которых от Коммунистической партии — 11 кандидатов (10 % от общего состава). Также депутатами седьмого созыва стали 44 женщины (40,0 %), а также 2 кандидата в возрасте до 30 лет, помимо этого 30 действующих депутатов (27,3 %) были переизбраны.
Также согласно белорусскому избирательному законодательству на выборах 2019 года на 6 255 избирателей приходился 1 депутат, таким образом 18,2 % депутатов представляют город Минск, по 15,5 % являются представителями Минской и Гомельской областей; 14,5 % являются депутатами от Брестской области, 12,7 % от Витебской области и по 11,8 % представляют в Палате представителей Гродненскую и Могилёвскую область.

## Состав

### Руководство
- Председатель Палаты представителей — Андрейченко Владимир Павлович.
- Заместитель Председателя Палаты представителей — Мицкевич Валерий Вацлавович.

### Постоянные комиссии
- Постоянная комиссия по законодательству — председатель Любецкая Светлана Анатольевна;
- Постоянная комиссия по государственному строительству, местному самоуправлению и регламенту — председатель Семеняко Валентин Михайлович;
- Постоянная Комиссия по национальной безопасности — председатель Белоконев Олег Алексеевич;
- Постоянная комиссия по экономической политике — председатель Брич Леонид Григорьевич;
- Постоянная комиссия по бюджету и финансам — председатель Нижевич Людмила Ивановна;
- Постоянная комиссия по аграрной политике — председатель Шевчук Николай Николаевич;
- Постоянная комиссия по вопросам экологии, природопользования и чернобыльской катастрофы — председатель Васильков Николай Андреевич;
- Постоянная комиссия по правам человека, национальным отношениям и средствам массовой информации — председатель Давыдько Геннадий Брониславович;
- Постоянная комиссия по образованию, культуре и науке — председатель Марзалюк Игорь Александрович;
- Постоянная комиссия по труду и социальным вопросам — председатель Кананович Людмила Николаевна;
- Постоянная комиссия по здравоохранению, физической культуре, семейной и молодёжной политике — председатель Макарина-Кибак Людмила Эдуардовна;
- Постоянная комиссия по промышленности, топливно-энергетическому комплексу, транспорту и связи — председатель Комаровский Игорь Сергеевич;
- Постоянная комиссия по жилищной политике и строительству — председатель Николайкин Виктор Павлович;
- Постоянная комиссия по международным делам — председатель Савиных Андрей Владимирович[6].

### Список депутатов
Ниже приведен список имён депутатов, которые избраны в Палату представителей Национального собрания.
Партийность депутатов Палаты представителей:  Беспартийный(-ая)
 Белорусская аграрная партия
 Белорусская патриотическая партия
 Коммунистическая партия Беларуси
 Либерально-демократическая партия
 Республиканская партия труда и справедливости
| Брестская область   |                           |                                      |              |
| №                   | Название округа           | Избранный депутат                    | Партийность  |
| 1                   | Брестский-Западный        | Брич, Леонид Григорьевич             | БПП          |
| 2                   | Брестский-Центральный     | Васько, Марина Викторовна            | беспартийная |
| 3                   | Брестский-Восточный       | Дашко, Анатолий Михайлович           | беспартийный |
| 4                   | Брестский-Пограничный     | Зайцев, Евгений Станиславович        | беспартийный |
| 5                   | Барановичский-Западный    | Хлобукин, Игорь Константинович       | беспартийный |
| 6                   | Барановичский-Восточный   | Попко, Павел Иванович                | беспартийный |
| 7                   | Барановичский сельский    | Жолнерчик, Людмила Николаевна        | беспартийная |
| 8                   | Беловежский               | Стативко, Жанна Владимировна         | РПТС         |
| 9                   | Пружанский                | Левчук, Александр Георгиевич         | беспартийный |
| 10                  | Днепро-Бугский            | Бартош, Светлана Владимировна        | РПТС         |
| 11                  | Ивацевичский              | Голуб, Наталья Григорьевна           | КПБ          |
| 12                  | Кобринский                | Демидович, Василий Николаевич        | беспартийный |
| 13                  | Лунинецкий                | Насеня, Анатолий Васильевич          | беспартийный |
| 14                  | Пинский городской         | Омельянюк, Александр Павлович        | беспартийный |
| 15                  | Пинский сельский          | Бегеба, Валентина Константиновна     | беспартийная |
| 16                  | Столинский                | Боболович, Александр Сергеевич       | беспартийный |
| Витебская область   |                           |                                      |              |
| №                   | Название округа           | Избранный депутат                    | Партийность  |
| 17                  | Витебский-Горьковский     | Николайкин, Виктор Павлович          | беспартийный |
| 18                  | Витебский-Чкаловский      | Автухова, Татьяна Анатольевна        | беспартийная |
| 19                  | Витебский-Железнодорожный | Горваль, Светлана Александровна      | беспартийная |
| 20                  | Витебский-Октябрьский     | Егоров, Алексей Владимирович         | беспартийный |
| 21                  | Городокский               | Полякова, Ирина Михайловна           | беспартийная |
| 22                  | Докшицкий                 | Андрейченко, Владимир Павлович       | беспартийный |
| 23                  | Лепельский                | Мартынов, Игорь Феликсович           | беспартийный |
| 24                  | Новополоцкий              | Карась, Денис Николаевич             | беспартийный |
| 25                  | Оршанский городской       | Крачек, Инна Юрьевна                 | беспартийная |
| 26                  | Оршанский-Днепровский     | Васюков, Виталий Михайлович          | беспартийный |
| 27                  | Полоцкий городской        | Одинцова, Светлана Владимировна      | беспартийная |
| 28                  | Полоцкий сельский         | Шевчук, Николай Николаевич           | беспартийный |
| 29                  | Поставский                | Сильчёнок, Павел Матвеевич           | беспартийный |
| 30                  | Сенненский                | Дубов, Александр Васильевич          | беспартийный |
| Гомельская область  |                           |                                      |              |
| №                   | Название округа           | Избранный депутат                    | Партийность  |
| 31                  | Гомельский-Юбилейный      | Уткин, Виталий Юрьевич               | беспартийный |
| 32                  | Гомельский-Сельмашевский  | Данченко, Александр Михайлович       | беспартийный |
| 33                  | Гомельский-Центральный    | Злотников, Андрей Анатольевич        | РПТС         |
| 34                  | Гомельский-Советский      | Довгало, Ирина Викторовна            | беспартийная |
| 35                  | Гомельский-Промышленный   | Машкаров, Александр Валерьевич       | беспартийный |
| 36                  | Гомельский-Новобелицкий   | Креч, Ольга Зеноновна                | беспартийная |
| 37                  | Гомельский сельский       | Завалей, Игорь Владимирович          | беспартийный |
| 38                  | Буда-Кошелевский          | Васильков, Николай Андреевич         | беспартийный |
| 39                  | Житковичский              | Кралевич, Ирина Николаевна           | КПБ          |
| 40                  | Жлобинский                | Волков, Игорь Владимирович           | беспартийный |
| 41                  | Калинковичский            | Адаменко, Евгений Буниславович       | беспартийный |
| 42                  | Мозырский                 | Назаренко, Валентина Алексеевна      | КПБ          |
| 43                  | Полесский                 | Писаник, Леонид Федорович            | КПБ          |
| 44                  | Речицкий                  | Стельмашок, Сергей Петрович          | беспартийный |
| 45                  | Рогачевский               | Кравцов, Сергей Владимирович         | беспартийный |
| 46                  | Светлогорский             | Тавтын, Игорь Павлович               | беспартийный |
| 47                  | Хойникский                | Чернявская, Жанна Николаевна         | беспартийная |
| Гродненская область |                           |                                      |              |
| №                   | Название округа           | Избранный депутат                    | Партийность  |
| 48                  | Волковысский              | Поконечный, Павел Леонидович         | беспартийный |
| 49                  | Гродненский-Занеманский   | Луканская, Ирина Эдуардовна          | беспартийная |
| 50                  | Гродненский-Октябрьский   | Потапова, Елена Станиславовна        | беспартийная |
| 51                  | Гродненский-Центральный   | Кирьяк, Лилия Вацлавовна             | беспартийная |
| 52                  | Гродненский-Ленинский     | Долгошей, Тамара Сергеевна           | беспартийная |
| 53                  | Гродненский сельский      | Аутко, Александр Викторович          | беспартийный |
| 54                  | Ивьевский                 | Маркевич, Александр Иванович         | беспартийный |
| 55                  | Лидский                   | Мицкевич, Валерий Вацлавович         | беспартийный |
| 56                  | Неманский                 | Синяк, Владимир Александрович        | беспартийный |
| 57                  | Замковый                  | Сонгин, Александр Генрихович         | беспартийный |
| 58                  | Слонимский                | Семеняко, Валентин Михайлович        | беспартийный |
| 59                  | Сморгонский               | Свилло, Виктор Збигневич             | беспартийный |
| 60                  | Щучинский                 | Михалюк, Павел Рышардович            | беспартийный |
| Минская область     |                           |                                      |              |
| №                   | Название округа           | Избранный депутат                    | Партийность  |
| 61                  | Березинский               | Лавриненко, Игорь Владимирович       | беспартийный |
| 62                  | Борисовский городской     | Шипуло, Александр Валерьевич         | беспартийный |
| 63                  | Борисовский сельский      | Ананич, Лилия Станиславовна          | беспартийная |
| 64                  | Жодинский                 | Стрельчёнок, Валерий Иванович        | КПБ          |
| 65                  | Пуховичский               | Белоконев, Олег Алексеевич           | беспартийный |
| 66                  | Копыльский                | Нижевич, Людмила Ивановна            | БАП          |
| 67                  | Слуцкий                   | Ражанец, Валентина Витальевна        | беспартийная |
| 68                  | Солигорский городской     | Струневский, Андрей Николаевич       | КПБ          |
| 69                  | Солигорский сельский      | Мурина, Юлия Григорьевна             | беспартийная |
| 70                  | Столбцовский              | Мамайко, Иван Андреевич              | беспартийный |
| 71                  | Дзержинский               | Саракач, Александр Иванович          | беспартийный |
| 72                  | Молодечненский городской  | Кананович, Людмила Николаевна        | беспартийная |
| 73                  | Молодечненский сельский   | Семенчук, Олег Алексеевич            | беспартийный |
| 74                  | Вилейский                 | Супранович, Ирина Александровна      | КПБ          |
| 75                  | Логойский                 | Вабищевич, Петр Андреевич            | КПБ          |
| 76                  | Сеницкий                  | Подлужная, Людмила Брониславовна     | беспартийная |
| 77                  | Заславский                | Курсевич, Валентина Вацлавовна       | беспартийная |
| Могилёвская область |                           |                                      |              |
| №                   | Название округа           | Избранный депутат                    | Партийность  |
| 78                  | Бобруйский-Ленинский      | Рынейская, Ирина Николаевна          | беспартийная |
| 79                  | Бобруйский-Первомайский   | Широкая, Вера Владимировна           | беспартийная |
| 80                  | Бобруйский сельский       | Гацко, Владимир Владимирович         | беспартийный |
| 81                  | Быховский                 | Сыранков, Сергей Александрович       | КПБ          |
| 82                  | Горецкий                  | Колеснева, Елена Петровна            | беспартийная |
| 83                  | Кричевский                | Азаренко, Владимир Николаевич        | беспартийный |
| 84                  | Могилёвский-Ленинский     | Марзалюк, Игорь Александрович        | беспартийный |
| 85                  | Могилёвский-Центральный   | Здорикова, Людмила Евгеньевна        | КПБ          |
| 86                  | Могилёвский-Октябрьский   | Петрашова, Ольга Владимировна        | беспартийная |
| 87                  | Могилёвский-Промышленный  | Масейков, Александр Анатольевич      | беспартийный |
| 88                  | Могилёвский сельский      | Тарасенко, Наталья Эдуардовна        | беспартийная |
| 89                  | Осиповичский              | Шутова, Светлана Александровна       | беспартийная |
| 90                  | Шкловский                 | Ганчук, Андрей Александрович         | беспартийный |
| город Минск         |                           |                                      |              |
| №                   | Название округа           | Избранный депутат                    | Партийность  |
| 91                  | Шабановский               | Лагунова, Галина Николаевна          | беспартийная |
| 92                  | Автозаводской             | Гранковский, Александр Александрович | беспартийный |
| 93                  | Васнецовский              | Шкроб, Марина Александровна          | беспартийная |
| 94                  | Свислочский               | Воронецкий, Валерий Иосифович        | беспартийный |
| 95                  | Купаловский               | Сайганова, Татьяна Ивановна          | БПП          |
| 96                  | Чкаловский                | Савиных, Андрей Владимирович         | беспартийный |
| 97                  | Октябрьский               | Клишевич, Сергей Михайлович          | КПБ          |
| 98                  | Грушевский                | Макарина-Кибак, Людмила Эдуардовна   | беспартийная |
| 99                  | Юго-Западный              | Комаровский, Игорь Сергеевич         | РПТС         |
| 100                 | Есенинский                | Гайдук, Оксана Вячеславовна          | РПТС         |
| 101                 | Каменногорский            | Старовойтова, Анна Валентиновна      | беспартийная |
| 102                 | Западный                  | Ленчевская, Марина Александровна     | беспартийная |
| 103                 | Пушкинский                | Панасюк, Василий Васильевич          | беспартийный |
| 104                 | Кальварийский             | Василевич, Мария Викторовна          | беспартийная |
| 105                 | Старовиленский            | Любецкая, Светлана Анатольевна       | беспартийная |
| 106                 | Коласовский               | Дик, Сергей Константинович           | беспартийный |
| 107                 | Восточный                 | Давыдько, Геннадий Брониславович     | беспартийный |
| 108                 | Калиновский               | Гайдукевич, Олег Сергеевич           | ЛДП          |
| 109                 | Уручский                  | Гордейчик, Иван Аркадьевич           | беспартийный |
| 110                 | Партизанский              | Думбадзе, Тенгиз Шукриевич           | беспартийный |

5 октября 2020 года умер депутат Леонид Федорович Писаник, а 14 мая 2021 года умер депутат Игорь Владимирович Лавриненко, в связи с чем в соответствии с Избирательным кодексом Республики Беларусь в соответствующих избирательных округах могут быть назначены новые выборы.